# Jan von Brevern
Jan von Brevern (* 30. November 1975 in Norden, Ostfriesland) ist ein deutscher Kunsthistoriker.

## Leben und Wirken
Jan von Brevern studierte zunächst in Hamburg und Neapel Physik und wandte sich 2000 dem Studium der Kunstgeschichte, Philosophie und Romanistik in Hamburg zu.
Von 2005 bis 2009 war er Assistent am Lehrstuhl für Wissenschaftsforschung an der ETH Zürich und Mitglied des Nationalen Forschungsschwerpunkts Bildkritik „eikones“ an der Universität Basel. Hier schrieb er seine Dissertation über geologische Bilder bei John Ruskin, Eugène Viollet-le-Duc und Aimé Civiale (Latente Bilder. Zur Ästhetik und Epistemologie des Alpenbildes im 19. Jahrhundert.). Es folgten Gastaufenthalte mit Vorlesungen zu kulturhistorischen Themen an wissenschaftlichen Institutionen in London, Wien und Florenz.
Im November 2005 erhielt er den Förderpreis für die beste Abschlussarbeit 2004/2005 des Kunstgeschichtlichen Seminars der Universität Hamburg und im November 2007 den Förderpreis „Kunstwissenschaft 2007“ der Alfred-Richterich-Stiftung und der Vereinigung der Kunsthistorikerinnen und Kunsthistoriker in der Schweiz. 2010 erhielt er den Erich-Stenger-Preis der Deutschen Gesellschaft für Photographie. 2012 erschien der Band Blicke von Nirgendwo. Geologie in Bildern bei Ruskin, Viollet-le-Duc und Civiale.
Seit 2005 publizierte von Brevern zahlreiche Rezensionen, Tagungsbesprechungen und Artikel in Fachzeitschriften überwiegend zu fotogeschichtlichen Themen.
Ab 2010 war Jan von Brevern als Wissenschaftlicher Mitarbeiter am Kunsthistorischen Institut der Freien Universität in Berlin tätig. 2012/2013 war er „Volkswagen Foundation Fellow“ am Getty Research Institute in Los Angeles.
Seit Februar 2023 ist er als Heisenberg-Professor Professor für Kunst- und Kulturgeschichte an der Fakultät Architektur & Urbanistik der Bauhaus-Universität Weimar.

## Veröffentlichungen
- Blicke von Nirgendwo. Geologie in Bildern bei Ruskin, Viollet-le-Duc und Civiale. Wilhelm Fink Verlag, Paderborn 2012, ISBN 978-3-7705-5169-9.

Aufsätze
- Counting on the Unexpected: Aimé Civiale's Mountain Photography. In: Science in Context, 22/3, 2009, S. 409–437.
- Appearing, disappearing, reappearing. The photograph of an erratic boulder. In: Nuncius. Journal of the History of Science, 2/2009.
- Warum Fachgeschichte nicht dasselbe wie Wissenschaftsgeschichte ist und Kunsthistoriker keine Wissenschaftsgeschichte der Kunstgeschichte schreiben sollten. In: Kunstgeschichte. Texte zur Diskussion, 2009–27
- Auf das Unerwartete rechnen. Fotografien und Messbilder der Berge. In: Akten der Jahrestagung der Vereinigung der Kunsthistorikerinnen und Kunsthistoriker in der Schweiz. Bregenz 2009.
- Bild und Erinnerungsort. Carl Rottmanns „Schlachtfeld von Marathon“. In: Zeitschrift für Kunstgeschichte, 71, 2008. S. 527–542.
- Der begrenzte Blick. Mit Spiel, Karte und Kamera in den Alpen. In: M. Denana u. a. (Hrsg.): Blick. Spiel. Feld. Königshausen & Neumann, Würzburg 2008. S. 163–176.

Rezensionen
- A. Gall: Konstruieren, Kommunizieren, Präsentieren. Bilder von Wissenschaft und Technik. (2009), In: Technikgeschichte, 76/3, 2009.
- D. Gross, T. Duncker: Farbe – Erkenntnis – Wissenschaft. Zur epistemischen Bedeutung der Farbe in der Medizin und Bildwelten des Wissens. 4/1, 2006: Farbstrategien, Berlin 2006, In: NTM, 16/2, 2008, S. 259–260.